# مجیک‌جک

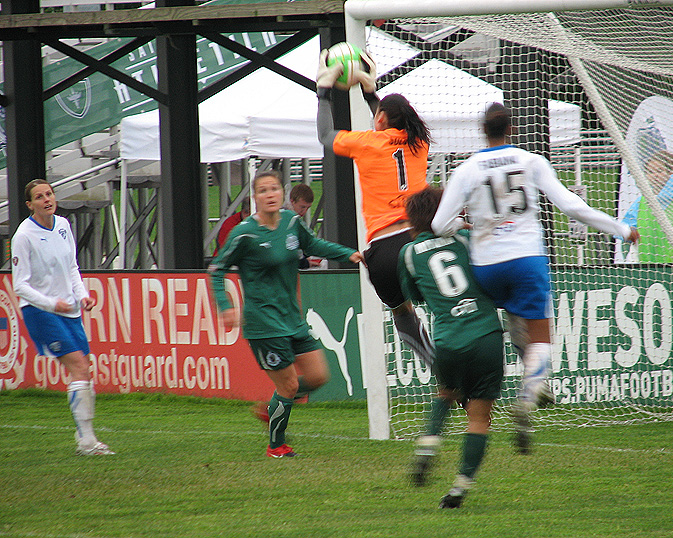

مجیک جک (به انگلیسی:magicJack) یکی از باشگاه‌های حرفه‌ای فوتبال زنان در آمریکا است.
این تیم واقع در شهر میامی است و خانه آن ورزشگاه دانشگاه فلوریدا آتلانتیک است.
همچنین این تیم یکی از اعضای لیگ برتر زنان ایالات متحده (WPS) است.